# Rushden
Rushden è una cittadina di 25 849 abitanti della contea del Northamptonshire, in Inghilterra.